# 法蘭西斯科德爾卡門卡瓦哈爾市

法蘭西斯科德爾卡門卡瓦哈爾市（西班牙語：Municipio Francisco del Carmen Carvajal），是委內瑞拉的一個市，位於該國東北部安索阿特吉州，面積125平方公里，2007年人口12,936，人口密度為每平方公里100人。